# Conflit sénégalo-mauritanien
Entre 1989 et 1991, le conflit sénégalo-mauritanien a opposé le long du fleuve Sénégal deux pays riverains, le Sénégal et la Mauritanie. 
Cette crise s'est soldée par la rupture de leurs relations diplomatiques pendant plusieurs années, des milliers de victimes dans les deux pays, des milliers de réfugiés de part et d'autre, sans parler des répercussions non négligeables sur la politique intérieure sénégalaise. Elle a marqué durablement les relations entre les différentes communautés.

## Origines du conflit
Depuis plusieurs siècles, la région du fleuve est habitée à la fois par des populations noires autochtones peul, wolof, bambara mais aussi soninké et des populations arabo-berbères en provenance du Nord. Les périodes de sécheresse successives accentuent encore ces mouvements migratoires et les nomades maures tendent à se sédentariser, notamment dans les villes. Les actions de l'OMVS (Organisation pour la mise en valeur du fleuve Sénégal), et notamment la construction des barrages tel celui de Diama, altèrent encore l'équilibre précaire entre éleveurs et agriculteurs. En Mauritanie, la réforme foncière de 1983 renforce la place de l'État et s'éloigne des régimes coutumiers, soulevant avec plus d'acuité le problème des nombreux paysans transfrontaliers. En parallèle, le pays, soucieux de renforcer son identité au sortir de l'indépendance, a renforcé ses liens avec le monde arabe, alors que le Sénégal reste attaché à la francophonie. 
C'est ainsi que le poids de l'histoire et notamment de la colonisation par ses délimitations artificielles, les affrontements inter-ethniques, la dégradation de l'environnement physique et économique, conduisent dès 1988 à une dégradation des relations entre les deux États qui, d'incident en incident, durcissent leurs positions respectives. Une situation explosive se crée, que ne manqueront pas d'attiser les médias, prompts à privilégier la dimension ethnique du conflit.

## Chronologie des événements
Le 9 avril 1989, Diawara, une localité du Sénégal oriental, est le théâtre d'un nouvel accrochage entre des bergers peuls mauritaniens et des paysans soninké sénégalais. L'armée mauritanienne intervient, deux Sénégalais sont tués, plusieurs grièvement blessés, et une douzaine retenus en otages.
Du 21 au 24 avril à Dakar, ce sont des commerçants maures blancs qui voient leurs boutiques pillées et incendiées, des maures noirs sont brûlés vifs dans les fours de leur « dibiterie » (mechoui) ou encore décapités. Les Maures qui étaient à Kaolack sont protégés par la confrérie Tijaniyya des Niasse qui assure leur retour sains et saufs en Mauritanie . Il en est de même des chefs religieux relevant de la Qadiriyya (pour l'essentiel descendants de Cheikh Saad Bouh).
Fin avril, des dizaines de Sénégalais sont tués ou mutilés à Nouakchott et dans plusieurs autres villes mauritaniennes, et lorsque les rapatriements ont commencé, les Maures ont fait l'objet de vives représailles à partir du 28 avril. À ce moment-là, le chiffre officiel est de 60 victimes. Chaque pays entreprend alors de rapatrier ses ressortissants, grâce à un pont aérien mis en place par la France, l'Algérie, l'Espagne et le Maroc,.
L'état d'urgence et le couvre-feu sont instaurés sur la région de Dakar afin de contrôler une foule surexcitée. L'escalade est évitée. Abdou Diouf, président de la république du Sénégal, ordonne à l'armée sénégalaise de protéger les ressortissants mauritaniens en les amenant au bataillon du train pour assurer leur rapatriement en Mauritanie. 70 000 Sénégalais sont rapatriés à ce moment-là ainsi que 160 000 Mauritaniens qui sont poussés à l'exil.
Le 21 août 1989, les relations diplomatiques entre les deux pays sont rompues, elles ne sont rétablies qu'en avril 1992. La frontière sénégalo-mauritanienne est rouverte le 2 mai 1992.

## Bilan et conséquences

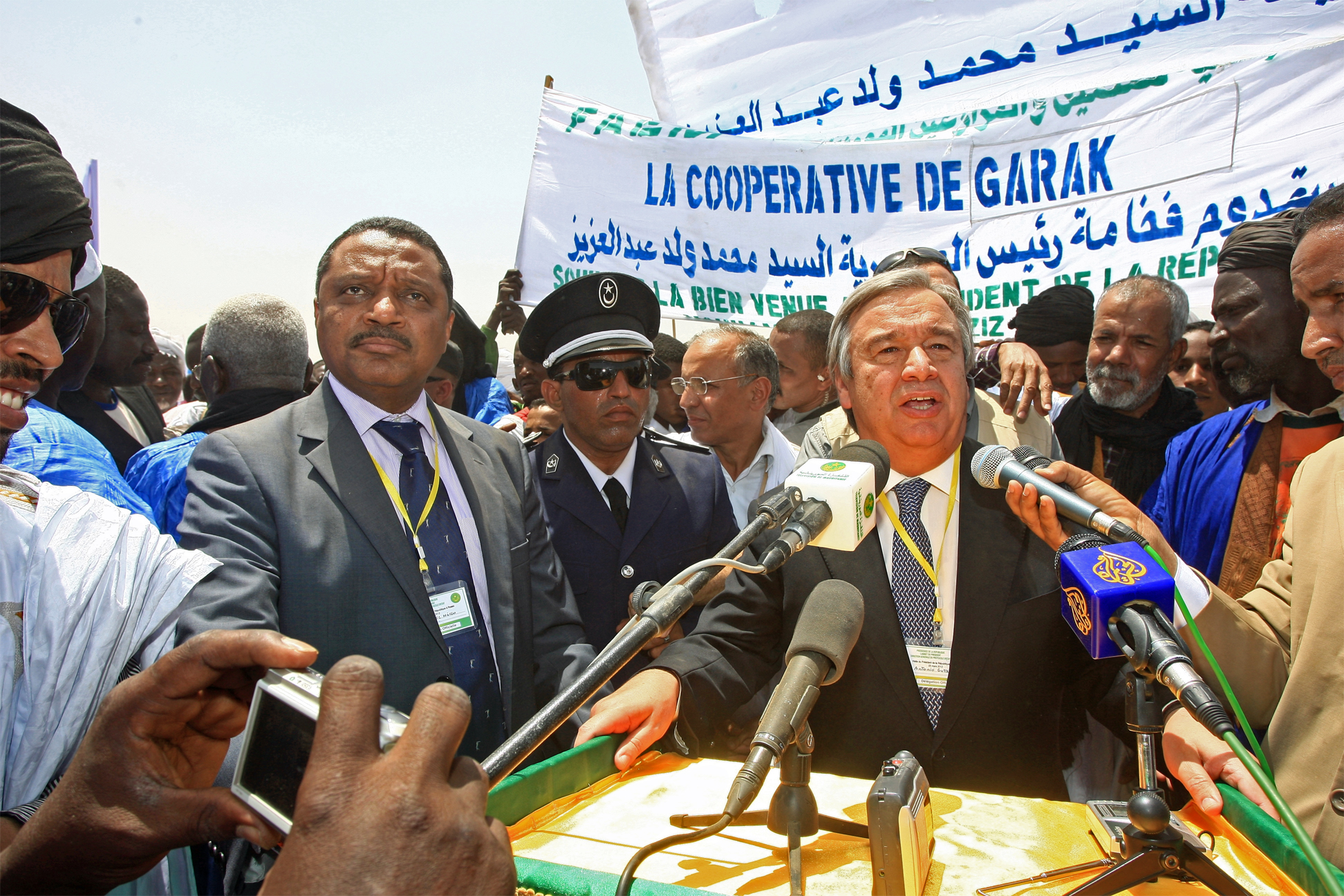
Les derniers réfugiés mauritaniens rentrent du Sénégal (2012)

Ces départs massifs perturbent l'équilibre de la vallée du fleuve, entraînant notamment une baisse de la production agricole et un accroissement de la déforestation. En Mauritanie, le secteur du bâtiment et la pêche maritime, traditionnellement assurés par les Sénégalais, souffrent de ces expulsions. Sur la rive gauche, le retour des réfugiés provoque une surcharge des infrastructures (points d'eau, équipements sanitaires) déjà saturées. Le département de Podor voit sa population croître de 13,6 %, celui de Matam de 12 %. La population de certains villages double.
De nombreuses associations et partis se créent pour venir en aide aux réfugiés, mais l'aide internationale se tarit peu à peu, et leur sort  reste aujourd'hui le problème le plus préoccupant. Selon le HCR – l'organisme international principal qui dès le début a pris en mains l'accueil des expulsés –, des réfugiés sont toujours établis le long du fleuve Sénégal. En 2007, le président de la Mauritanie, alors candidat, s'est prononcé en faveur du retour de ses compatriotes vivant au Sénégal et au Mali contre leur gré.
Sur le plan de la politique intérieure du Sénégal, le conflit a pu contribuer à l'ascension du PDS et d'Abdoulaye Wade. Il a également servi de révélateur à la crise sociale par l'afflux des réfugiés. Le pays s'est trouvé fragilisé par rapport à ses voisins. Le problème du tracé de la frontière avec la Guinée-Bissau s'est posé dans la foulée, puis les difficultés avec la Gambie ont conduit à la dissolution de la Confédération de Sénégambie en 1989.
Enfin cet épisode de l'histoire contemporaine a marqué durablement les esprits et nourri quelques ressentiments de part et d'autre.